# Reino Rustâmida
Os rustâmidas, Rustúmidas, Rostêmidas ou Banu Rustão (em árabe: الرستميون) foram uma dinastia de imames carijitas ibaditas de ascendência persa que governaram o  Magrebe central como uma teocracia muçulmana entre 961 e 909 a partir da sua capital Tierte, no que é hoje a Argélia central. A dinastia for extinta e a capital foi destruída pelos califas fatímidas em 909.
Não há certezas sobre os limites dos territórios controlados pelos rustâmidas. A sua autoridade era reconhecida, pelo menos nominalmente, por diversas regiões onde o ibadismo era predominante, nomeadamente na Tripolitânia (atualmente o noroeste da Líbia) e no Jerid (centro-nordeste da Argélia e oeste da Tunísia) e frequentemente o território rustâmida aparece nos mapas históricos no que é hoje o centro da Argélia. Aparentemente o controlo da parte ocidental do Magrebe central (atualmente a Argélia ocidental) foi muito parcial, e coexistiu com diversos principados álidas.

## História
O Ibadismo chegou ao Norte de África em 719, quando o missionário Salma ibne Sade foi enviado da mesquita (jama´a) de Baçorá para Cairuão. Em 740, tinham conseguido converter as importantes tribos berberes dos huaras, em volta de Trípoli, Nafuça nas montanhas homónimas e os zenetas da Tripolitânia ocidental. E 757, um grupo de missionários formados em Baçorá, entre os quais se incluía Abederramão ibne Rustão, o fundador da dinastia rustâmida, proclamaram um imamado ibadita, iniciando o efémero estado liderado por Abu Alcatabe Catabe Abedalá ibne Assame, que durou até os Abássidas o suprimirem em 761 e Abu Alcatabe ter sido morto. Os ibaditas da Tripolitânia elegeram então Abul-Hatim al-Malzuzi como imã; este foi morto em 772, depois de ter lançado uma segunda revolta sem êxito em 768.
Depois disso, o centro do poder transferiu-se para a Argélia e em 777, Abederramão ibne Rustão, que tinha sido um dos quatro fundadores do imamado, foi eleito imã. Abederramão era provavelmente um nativo da Ifríquia de origem persa que se converteu ao ibadismo. Contrariamente ao princípio de que os fiéis eram livres de escolher um imã, os sucessores de Abederramão instituíram um poder dinástico hereditário, o que causou grandes dissensões políticas e religiosas que enfraqueceram o poder rustâmida. Quando o filho do fundador da dinastia, Abedal Uabe, subiu ao poder em 784, alguns ibaditas recusaram-se a reconhecer a sua legitimidade, revoltando-se e formando o movimento Nucarita, uma das principais seitas do ibadismo no Magrebe.
Supostamente a justificação para a sucessão hereditária era o facto dos rustâmidas não pertencerem a tribo alguma, pelo que a família era imparcial em relação a qualquer das tribos que formavam o estado.

Genealogia da dinastia rustâmida

O novo imanato centrou-se na recém-construída Tierte, para onde várias tribos ibaditas da Ifríquia e Tripolitânia se mudaram e onde foram construídas pesadas fortificações. Tierte tornou-se um ponto de paragem importante nas rotas mercantis com a África subsariana e o Médio Oriente que então conheciam um novo desenvolvimento.[carece de fontes?]
O Reino Rustâmida foi descrito por visitantes como o sunita ibne Açaguir como notavelmente multirreligioso, com uma minoria significativa e leal de cristãos e um número substancial de  sunitas e judeus, onde o debate religioso aberto era encorajado.[carece de fontes?] Ganhou fama como um local onde viviam cristãos, muçulmanos não carijitas e aderentes a diferentes carijitas.
Ibne Saguir também descreveu o imã como notavelmente ascético, que reparava a sua própria casa e recusava presentes. Os cidadãos criticavam-na duramente se considerassem que a sua conduta não condizia com os seus deveres. A ética religiosa era imposta de modo estrito pelas leis.[carece de fontes?]
Os rustâmidas combateram os Aglábidas de Ifríquia (cuja capital era Cairuão) em 812, mas à parte disso atingiram um modus vivendi com os seus vizinhos. Esta situação desagradou à tribos ibaditas da fronteira aglábida, que lançaram algumas rebeliões. Depois de Abedal Uabe, os rustâmidas enfraqueceram militarmente e foram facilmente conquistados pelos xiitas fatímidas em 909. Na sequência disso, muitos ibaditas, incluindo o último imã, procuraram refúgio na tribo Sedrata de Ouargla, de onde acabariam por emigrar para Mzab.[carece de fontes?]

## Imames rustâmidas
| Imã                                                   | Reinado [carece de fontes?] |
| ----------------------------------------------------- | --------------------------- |
| Abederramão ibne Rustão                               | 776-784                     |
| Abedal Uabe ibne Abederramão                          | 784-832                     |
| Afla ibne Abedal Uabe                                 | 832-871                     |
| Abacar ibne Afla                                      | 871                         |
| Maomé Abu Alaquezane ibne Afla                        | 871-894                     |
| Iúçufe Abu Hatim ibne Maomé Abu Alaquezane            | 894-897                     |
| Iacube ibne Afla                                      | 897-901                     |
| Iúçufe Abu Hatim ibne Maomé Abu Alaquezane, novamente | 901-906                     |
| Iaquezane ibne Maomé Abu Alaquezane                   | 906-909                     |